# Wigstaartjery
De wigstaartjery (Hartertula flavoviridis) is een zangvogel uit de familie Bernieridae (madagaskarzangers).

## Verspreiding en leefgebied
Deze soort is endemisch in de regenwouden van oostelijk Madagaskar.

## Status
De grootte van de populatie is niet gekwantificeerd maar de soort wordt omschreven als nergens algemeen. Aangenomen wordt dat de populatie snel achteruitgaat door boskap. Op de Rode lijst van de IUCN heeft deze soort daarom de status gevoelig.